# مسجد البثرايل
يقع مسجد البثرايل في حي بهانجا في ناحية فريدبور. ويبعد 4 كم جنوبا من بوليا والتي بدورها تبعد 8 كم شرقي رق السريع  “بهانجا-ماوا”  من ميدان بهانجا المتقاطع مع الطرق السريع “فريدبور-باريشال” من مقاطعة فريدبور.

## التاريخ
أسس سلطان سلطنة البنغال «غياث الدين عزام شاه» مسجد البثرايل في الفترة بين عامي 1393و1410 (أو بين عامي 1493و 1519). ويعرف المسجد حاليا باسم “مسجد مجلس الأولياء” ويختصر أحيانا فيسمي ب “مسجد الاولياء”.

## البناء
يتشابه التصميم المعماري للمسجد مع مسجد سونا ومسجد باغه الموجود في مدينة راجشاهي وتعتبره وزارة الاثار انه يعبر عن  سلالة حسين شاهي.
مسجد البثرايل التاريخي مستطيل الشكل. تترتب فوق سطح المسجد عشر قباب متساوية في الارتفاع تدعم الحيوية  الداخلية للمكان. ينحني سطح المسجد قليلا مثل انحناءة ظفر اليد. تمتلك الجهة  الشرقية للمسجد أربعة مداخل واثنين أخرين في الجهة الشمالية والجهة الغربية. تتواجد أربعة أعمدة في الزاوية لتقوية ودعم جدار المسجد وتتواجد أربعة مثلها ولكن كل منها على حدة داخل المسجد والتي تقسم المسجد إلى ممرين. يبلغ سمك الجدار الواحد مترين ويشغل مساحة 21.79 متر ×8.60 متر. في حين لا يتجاوز طول الجدار الواحد 6.5 متر. يتواجد داخل المسجد خمسة محاريب مواجهة للمداخل الشرقية للمسجد حيث تقع المحاريب الخمسة  في الجهة المقابلة للمداخل. تتخذ جميع مداخل المسجد شكلا مقوسا فتبدو كالقبو أما المدخل الأوسط فهو أكبرها ويظهر زائدة مستطيلة الشكل. يتزخرف جدار المسجد بالطين النضيج. وتتواجد تصاميم زخرفية متنوعة مثل لفائف الأزهار، الورود، الزخارف القوسية المهوسة، الحفاضات بما في ذلك أنماط الشنق.

## المياه
عانى سكان هذه المنطقة قديما للحصول على مياه للشرب. ولذلك في نفس فترة بناء المسجد تم حفر خزان للمياه على مساحة 32.15 فدان  في المنطقة السكنية المجاورة للمسجد لحل مشكلة ندرة المياه وتسهيلا للعبادة أيضا. وتتواجد مقابر مشاهير المجلس عبد الله خان وفقير سليم الدين جنوب المسجد.